# Вальдбах-Мёнихвальд
Вальдбах-Мёнихвальд (нем. Waldbach-Mönichwald) — община (нем. Gemeinde) в Австрии, в федеральной земле Штирия.
Входит в состав округа Хартберг-Фюрстенфельд. Площадь общины составляет 53,77 км², население — 1461 человек (1 января 2021), плотность населения — 27 чел./км². Официальный код — 62279.

## Население
| Год  | Численность |
| ---- | ----------- |
| 1869 | 1589        |
| 1889 | 1615        |
| 1890 | 1546        |
| 1900 | 1556        |
| 1910 | 1641        |
| 1923 | 1571        |
| 1934 | 1759        |
| 1939 | 1820        |
| 1951 | 1753        |
| 1961 | 1785        |
| 1971 | 1879        |
| 1981 | 1954        |
| 1991 | 1966        |
| 2001 | 1772        |
| 2011 | 1621        |
| 2021 | 1461        |

## Политическая ситуация
Бургомистр коммуны — Стефан Холд (АНП) по результатам выборов 2015 года.
Совет представителей коммуны (нем. Gemeinderat) состоит из 15 мест.
- АНП занимает 12 мест.
- СДПА занимает 2 места.
- СПО занимает 1 место.